# Gen¹³ (film)
Gen¹³ è un film d'animazione direct-to-video del 1998 diretto da Kevin Altieri. Basato sull'omonima serie a fumetti di Jim Lee, Brandon Choi e J. Scott Campbell pubblicata dalla WildStorm, il film fu proiettato per la prima volta al Wizard World Chicago il 17 luglio 1998 ma fu distribuito in VHS solo all'estero due anni dopo.

## Trama
Caitlin Fairchild è una normale studentessa diciottenne dal carattere timido ed impacciato che frequenta la Princeton University; un giorno viene contattata dagli uomini delle Operazioni Internazionali, i quali le offrono una borsa di studio in una base militare nel deserto perché entri a far parte di un progetto per ragazzi superdotati denominato Genesis. Qui la ragazza fa amicizia con Roxy e Grunge, ed assieme ad essi e a dozzine di altri ragazzi viene sottoposta ad esercizi fisici e cerebrali dalla direttrice del progetto; Ivana Baiul e dal suo assistente Matthew Callahan (alias Threshold). Le cose non sono però come sembrano ed il vero scopo dell'operazione è in realtà quello di attivare abilità latenti nel DNA dei giovani per trasformarli in supersoldati (detti Gen-attivi).
Una sera Caitlin viene avvicinata dal colonnello Lynch, il quale le rivela che anni fa conobbe suo padre Alex Fairchild, uno dei tanti uomini su cui il Governo sperimentò un particolare siero (il Fattore Gen) al fine di creare dei supersoldati. Il gruppo, noto come Team 7 acquisì capacità al di là dei limiti umani e ben presto si sottrassero alle mani delle Operazioni Internazionali, essi erano tuttavia ignari che i superpoteri in loro possesso fossero trasmessi geneticamente alla prole.
Dopo questa rivelazione la ragazza inizia ad avere forti mal di testa e si reca in infermeria, incidentalmente però finisce per imbattersi in un laboratorio e scoprire da alcuni file che quanto raccontatole da Lynch è vero. Poco dopo viene raggiunta da Grunge e Roxy (che erano usciti di nascosto rispettivamente per mangiare e fumare) il gruppo riunitosi decide di scappare ma viene rapidamente raggiunto da un soldato che li aggredisce e tenta di ucciderli ma, fortunatamente per loro, Caitlin subisce una sbalorditiva mutazione fisica che la trasforma in un'amazzone dal fisico statuario e dotata di una forza sovrumana, dandole così la capacità di disfarsi a mani nude degli inseguitori.
Durante la fuga il gruppo viene separato e Roxy e Grunge vengono catturati e torturati da Threshold, mentre Caitlin si trova a dover affrontare il sergente istruttore del progetto Genesis, Helga (con indosso un esoscheletro da combattimento). Caitlin riesce a sconfiggere l'avversaria e correre in soccorso dei suoi amici, i quali sono riusciti nel frattempo a fuggire grazie alla manifestazione del fattore Gen di Grunge, che non tollerava le torture inferte a Roxy da Threshold in quanto innamorato di lei. I due si baciano e corrono incontro a Caitlin, con cui abbandonano la base dopo che Ivana ordina l'autodistruzione portando via pochi altri ragazzi all'interno di alcuni contenitori criogenici.
Il trio a un passo dalla libertà deve scontrarsi nuovamente contro Threshold, che rivela un'impressionante abilità telecinetica, nella battaglia anche Roxy sviluppa i suoi poteri Gen, ma non occorre a nulla contro la superiorità avversaria. Tuttavia l'intervento di Lynch salva la situazione, l'uomo rivela infatti che anni fa il governo aggredì e uccise i genitori di Threshold e fece sparire sua sorella. Fortunatamente l'uomo incaricato allora di eseguire l'ordine fu proprio Lynch, che nascose la bambina e la mise al sicuro; la sorella di Threshold è infatti Caitlin. Dal racconto di Lynch le memorie di Caitlin e Threshold sono ripristinate nonostante gli anni di bugie che hanno coperto la verità al che il telecineta mette in salvo la sorella e i suoi amici su un elicottero assieme a Lynch e cerca di contenere l'autodistruzione della base sacrificandosi nel tentativo.
Il colonnello Lynch, ora latitante dal momento che le Operazioni Internazionali non accettano dimissioni, decide di prendere i tre ragazzi sotto la sua ala ed insegnare loro come usare i loro poteri per fare la differenza nel mondo e renderlo un posto migliore: nascono così i Gen¹³.

## Cast
- Alicia Witt: Caitlin Fairchild
- John de Lancie: colonnello John "Jack" Lynch
- Flea: Edward Chang / Grunge
- Elizabeth Daily: Roxy Spaulding / Freefall
- Mark Hamill: Matthew Callahan / Threshold
- Lauren Lane: Ivana Baiul
- Cloris Leachman: Helga Kleinman
- John DeMita: Stephen Callahan
- Kath Soucie: Rachel

## Produzione
L'inizio della produzione del film, con un budget di due milioni di dollari, fu annunciata nel marzo 1995; contestualmente fu annunciato anche che Kevin Altieri, celebre per il suo lavoro sulla serie animata Batman, avrebbe diretto il film, la cui distribuzione era prevista per l'inizio del 1996. Tuttavia la produzione si protrasse oltre tale termine: nel dicembre 1996 fu annunciato il cast originale e lo spostamento della data di uscita alla successiva estate. Altieri affermò che, a causa di scene di violenza e nudità parziale, era pianificata un'uscita in due versioni: una integrale PG-13 e una censurata. Alcuni mesi dopo la Disney, avendo acquistato i diritti del fumetto con l'intenzione di produrne un film in live-action, acquistò anche i diritti di distribuzione del film d'animazione, il cui budget era salito a circa 4 milioni. Nel frattempo la data di uscita fu ulteriormente posticipata: a febbraio del 1998 fu annunciato che il film sarebbe stato distribuito il mese successivo dalla Hollywood Pictures, che la colonna sonora era stata registrata a Praga da un'orchestra di 65 elementi e che la Disney progettava di produrre una serie animata tratta da esso.

## Distribuzione
Dopo una produzione durata tre anni e diversi spostamenti della data di uscita, era previsto che il film venisse distribuito in VHS dalla Hollywood Pictures nel marzo 1998; la distribuzione tuttavia non avvenne e il film, ancora privo di una data di uscita, fu proiettato in anteprima alla fiera del fumetto Wizard World Chicago il 17 luglio 1998. Nel frattempo Jim Lee vendette la WildStorm alla DC Comics, azienda del gruppo Time Warner; non volendo promuovere qualcosa che era ora di proprietà di un'azienda rivale, la Disney accantonò il film e abbandonò ogni progetto legato al fumetto. Tuttavia, i diritti di distribuzione all'estero furono acquistati dalla Paramount Pictures, che nel 2000 pubblicò il film in alcuni paesi d'Europa (tra cui Italia, Regno Unito, Norvegia, Svezia, Germania, Ungheria e Islanda), in Australia, in Messico e in Brasile.